# بوگولس
بوگولس (به لاتین: Bogles) یک منطقهٔ مسکونی در گرنادا است که در Carriacou Island واقع شده‌است. بوگولس ۳۶ متر بالاتر از سطح دریا واقع شده‌است.